# سایه اقتصادی‌نیا
سایه اقتصادی‌نیا (زادهٔ ۱۰ دی ۱۳۵۴) منتقد ادبی، پژوهشگر ادبیات فارسی و ویراستار ایرانی اهل تهران است. دیدگاه‌های او در باب مسائل ادبی و زبانی گاه مباحث مهمی به راه انداخته است.

## زندگی و فعالیت‌ها
ابتدا دو سال در دانشگاه آزاد فیزیک خواند اما بعد آن را رها کرد و در رشتهٔ ادبیات فارسی تا مقطع لیسانس ادامهٔ تحصیل داد. از سال ۱۳۷۸ وارد دورهٔ ویرایش و ترجمهٔ مرکز نشر دانشگاهی شد و نزد احمد سمیعی (گیلانی)، ابوالحسن نجفی، حسین سامعی، علی صلح‌جو و عبدالحسین آذرنگ و… آموزش دید. از سال ۱۳۸۴ به دعوت احمد سمیعی گیلانی به فرهنگستان زبان و ادب فارسی پیوست و تا سال ۱۳۹۶ دستیار سردبیر در مجلهٔ نامهٔ فرهنگستان و نیز معاون گروه ادبیات معاصر بود. پژوهش ادبی، نقد شعر معاصر و ویرایش سه شاخهٔ اصلی فعالیت‌های قلمی اقتصادی‌نیاست. علی دهباشی، سردبیر مجلهٔ بخارا، معتقد است مطالب اقتصادی‌نیا به فضای نقد ادبی پویایی و تحرک می‌آورد:
... شجاعانه می‌نویسند. مقالاتشان، چه آنها که در مطبوعات ادبی انتشار می‌یابد و چه آنها که در کانال تلگرام و دیگر صفحات مجازی منتشر می‌شود، ایجاد بحث می‌کند که این خود جریان ادبی راکد ما را رونق می‌بخشد.
پرداختن به آثار شاعران جوان و جریان‌های نو و امروزین شعری یکی از شاخصه‌های کار او در نقد ادبی است. احمد سمیعی (گیلانی) در این باره گفته است:
... اقتصادی‌نیا زیروبم و فراز و فرود حیات شعری تک‌تک شاعران نوخامه را می‌شناسد و پی می‌گیرد. با تجربه‌های فکری و ذوقی آنها آشناست و همهٔ اینها را با ایجاز و مهارت تمام، زنده و فصیح، بیان می‌کند. مسیر راهی را که پیموده‌اند، می‌شناسد و به‌روشنی نشان می‌دهد. به ما می‌گوید که از آیندهٔ آنان چه تصوری دارد و چه سرنوشتی را برای زندگی شاعرانهٔ آنان پیش‌بینی می‌کند.
اقتصادی‌نیا در مقام ویراستار و مشاور کتاب با مراکز انتشاراتی گوناگون همکاری کرده است و نوشته‌هایش از آغاز دههٔ هشتاد شمسی مستمراً در مطبوعات ایران از جمله اندیشهٔ پویا، جهان کتاب (صفحه‌ای در نقد شعر با عنوان وقت شعر)، مجلهٔ بخارا (صفحهٔ یادداشت‌های ادبی با عنوان سایه‌سار)، نگاه نو، نامهٔ فرهنگستان و فصلنامهٔ مترجم (صفحه‌ای با عنوان یادداشت‌های یک ویراستار) منتشر می‌شده است. او از سال ۱۳۹۸ به بعد در دانشگاه جرج‌تاون در واشینگتن ادبیات معاصر فارسی تدریس می‌کند.

## خاطرات سیاسی احمد سمیعی (گیلانی)
احمد سمیعی (گیلانی)، ادیب، مترجم و ویراستار پرآوازه، به مدت ده سال از ۱۳۲۳ تا ۱۳۳۳ خورشیدی، در حزب تودهٔ ایران فعالیت سیاسی کرده است. سمیعی که از دههٔ چهارم زندگی‌اش فقط به فعالیت فرهنگی پرداخته بود، همواره از بازگو کردن جزئیات خاطرات سیاسی‌اش پرهیز داشت. روزنامهٔ اعتماد، بهمن‌ماه ۱۳۹۸، با او گفت‌وگویی انجام داد و گفت‌وگوکننده کوشید سکوت سمیعی را بشکند و تجارب سیاسی او را مکتوب کند؛ اما:
 متأسفانه او تنها به اشاراتی از ده سال فعالیت سیاسی‌اش بسنده کرد و دلش نخواست که از جزئیات و چندوچون آن سخن بگوید. من با حسرتی تمام سعی کردم از لابه‌لای سخنانش به دوستانش در فعالیت سیاسی اشاره کنم؛ اما او با زیرکی راه را بست و فقط به اشارت‌های کوتاه سخن گفت و آن ده سال را چون رازی ناگفته باقی گذاشت.
سمیعی سرانجام تابستان سال ۱۳۹۹، یعنی شش دهه پس از کنار گذاشتن کار سیاسی، در دوازده جلسه از ۱۱ تیر ۱۳۹۹ تا ۲۰ دی ۱۳۹۹، در صحبتِ سایه اقتصادی‌نیا، خاطرات سیاسی‌اش را با شرح و تفصیل روایت کرد و نگارش و تنظیم و انتشار آن را به اقتصادی‌نیا سپرد:
نمی‌خواهم در زمان حیات من این چاپ بشود. ولی بعد از آن، بسته به این است که خودت چه شرایطی و موقعیتی را مناسب می‌دانی … و دلیل اینکه حاضر شدم با تو مصاحبه کنم ــ چون دیگران هم پیشنهاد دادند ولی نپذیرفتم ــ این بود که راحت‌تر و بازتر می‌توانم صحبت کنم. اطمینان دارم حرف‌هایم خوب شنیده می‌شود، خوب اخذ می‌شود … دیگر اینکه به رازداری تو اعتماد دارم … گفته بودم من اصلاً فعالیت سیاسی را کنار گذاشته‌ام. به نظرم خودِ این مصاحبه یک نوع فعالیت سیاسی محسوب می‌شود … البته فکر می‌کنم بهتر باشد خودت، با آن قلم شیرین و شیوایی که داری، متن را تنظیم کنی و به من بدهی.
این خاطرات، تابستان ۱۴۰۳، در قالب کتابی با عنوان احمد سمیعی (گیلانی)، زندگانی و خاطرات سیاسی در گفت‌وگو با سایه اقتصادی‌نیا، در چهارصد و سه صفحه، توسط نشر نی چاپ و منتشر شد و جلسهٔ نقد و رونمایی آن با سخنرانی کاوه بیات، هومن یوسفدهی و مؤلف اثر برگزار شد. اقتصادی‌نیا، یک ماه بعد، شهریورماه ۱۴۰۳، در گفت‌وگو با مجلهٔ تجربه، دلیل اصلی سکوت سیاسی سمیعی را چنین عنوان کرد:
پیش از هر عامل دیگری، حضور در فرهنگستان زبان و ادب فارسی و اصرار ریاست فرهنگستان بر ضبط این خاطرات او را به پرهیز وامی‌داشت. سمیعی نمی‌خواست چنین شود و ترجیح می‌داد این کار از مجاری مستقل سامان پیدا کند. با رسانه‌ها هم محتاطانه تعامل می‌کرد. فقط در گفت‌وگو با آقای علی میرزایی برای مجلهٔ نگاه نو بود که بخشی از خاطرات سیاسی‌اش را گفت، ولی آنجا هم وارد جزئیات نشد و همه‌چیز را نگفت، با اینکه خودِ من به این گفت‌وگو تشویقش کرده بودم. سمیعی می‌خواست مصاحبه، از «الف» تا «ی»، تحت مدیریت خودش و با مصاحب منتخب خودش انجام شود … همهٔ متن را، دو بار، لغت به لغت خواند و پای آخرین نسخهٔ گفت‌وگو امضای تأیید گذاشت.

## تألیفات
- سمیعی گیلانی، احمد (۱۳۸۹). گلگشتهای ادبی و زبانی. به اهتمام سایه اقتصادی‌نیا. تهران: هرمس.[۱۱]
- به دانش بزرگ و به همت بلند: جشن‌نامه استاد احمد سمیعی (گیلانی). به اهتمام سایه اقتصادی‌نیا. تهران: هرمس. ۱۳۹۳. شابک ۹۷۸-۹۶۴-۳۶۳-۸۵۴-۲.
- هم شاعر، هم شعر: تاملاتی در باب شعر و شاعران معاصر. تهران: مرکز. ۱۳۹۴. شابک ۹۷۸-۹۶۴-۲۱۳-۲۶۳-۸. چاپ دوم: ۱۳۹۸.[۱۲]
- له و علیه ویرایش‏‫. تهران: ققنوس. ۱۳۹۸. شابک ۹۷۸-۶۰۰-۲۷۸-۴۸۷-۲. چاپ دوم: آذر ۱۳۹۸.[۱۳][۱۴][۱۵]
- پنج آبتنی و مقالات دیگر دربارهٔ فروغ فرخزاد‏‫. تهران: مروارید. ۱۳۹۷. شابک ۹۷۸-۹۶۴-۱۹۱-۶۳۴-۵.[۱۶][۱۷]
- سمیعی گیلانی، احمد (۱۳۹۹). خلوت فکر: مقالاتی در باب فلسفه و علوم اجتماعی. به اهتمام سایه اقتصادی‌نیا. تهران: هرمس. شابک ۹۷۸-۶۰۰-۴۵۶-۰۳۸-۲.
- احمد سمیعی (گیلانی)، زندگانی و خاطرات سیاسی در گفت‌وگو با سایه اقتصادی‌نیا‏‫. تهران: نشر نی. ۱۴۰۳. شابک ۹۷۸-۶۲۲-۰۶-۰۶۳۱-۴.